# Victory Records

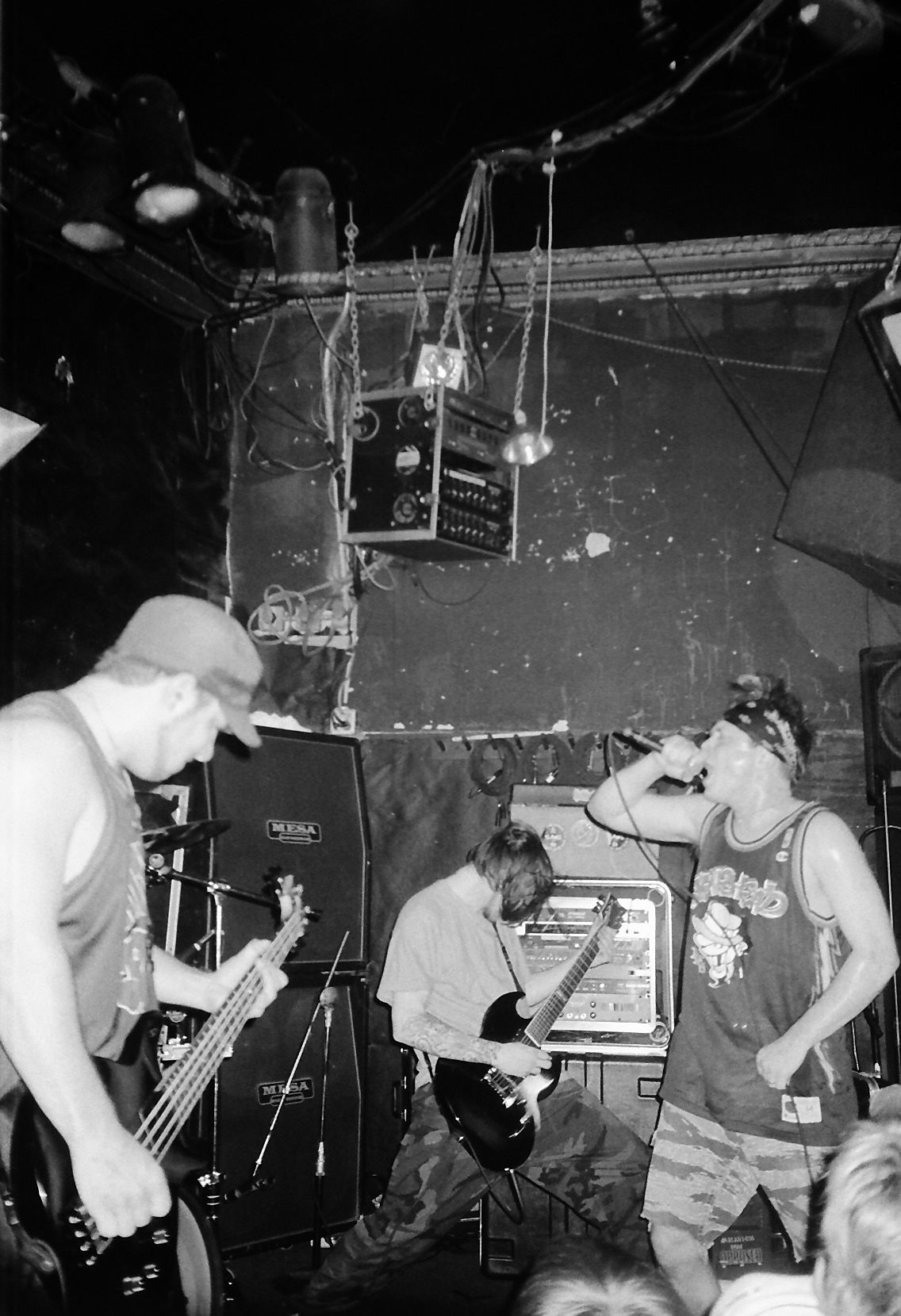
Earth Crisis at The Point in Little Five Points, Atlanta, GA in 1998

A Victory Records é uma gravadora independente dos Estados Unidos baseada em Chicago, Illinois, fundada por Tony Brummel. No início gravadora tinha como foco estilos como straight edge, hardcore punk e emo. Hoje em dia o selo foca-se mais em metalcore e indie. Em 2002, o selo vendeu 25% da sua parte para a major Universal Music.